# Pylaisiella serricuspis
Pylaisiella serricuspis là một loài Rêu trong họ Hypnaceae. Loài này được (Broth.) Z. Iwats. & Nog. mô tả khoa học đầu tiên năm 1973.